# Xanthoparmelia inflata
Xanthoparmelia inflata är en lavart som beskrevs av Hale. Xanthoparmelia inflata ingår i släktet Xanthoparmelia och familjen Parmeliaceae.   Inga underarter finns listade i Catalogue of Life.